# Joseph Stenhouse
Pour les articles homonymes, voir Stenhouse.
Joseph Russell Stenhouse, né à Dumbarton en 1887 et mort en 1941, est un explorateur de l'Antarctique et marin écossais.

## Biographie
Il commande notamment le navire Aurora pris dans les glaces pendant 283 jours pendant l'expédition Endurance : L'Aurora débarque, en 1915, à partir de l'île de Ross, le groupe dit "de la mer de Ross" chargé de constituer des dépôts de vivres pour la traversée de l'Antarctique par Shackleton.
Après sa carrière d'explorateur, Stenhouse sert dans la Royal Navy lors des deux guerres mondiales.